# Муссау
Муссау (англ. Mussau) — крупнейший из островов архипелага Сент-Маттиас. Административно относится к провинции Новая Ирландия (Папуа — Новая Гвинея).
Остров составляет 32 км в длину и 15 км в ширину. Площадь Муссау составляет 414 км²; самая высокая точка острова — 651 м над уровнем моря. В 26 км к юго-востоку от Муссау расположен остров Эмирау, который является вторым по величине островом архипелага. На Муссау имеется несколько небольших деревнь: Болиу (на южном побережье); Малаката, Лолианг и Ламусмус (на юго-западном побережье); Табало, Каталуса и Тасител (на северном побережье). Население острова говорит на языке муссау-эмира, который относится к австронезийской семье.
На острове длительное время выращивают саговую пальму (крахмалистая сердцевина которой используется в пищу, листья - как кровельный материал для хижин, а кора даже в начале 1970х годов использовалась в хозяйстве).